# Ilex amygdalina
Ilex amygdalina là một loài thực vật có hoa trong họ Aquifoliaceae. Loài này được Reissek ex Loes. mô tả khoa học đầu tiên năm 1901.